# Акоста, Хосе Эухенио
Хосе́ Эухе́нио Ако́ста (исп. José Eugenio Acosta; 17 августа 1942, Буэнос-Айрес, Аргентина — 31 июля 2006) — аргентинский конник, участник двух летних Олимпийских игр в индивидуальном и командном троеборье.

## Спортивная биография
В 1968 году Хосе Акоста впервые принял участие в летних Олимпийских играх. Аргентинский спортсмен принял участие в соревнованиях в конном троеборье. В индивидуальном первенстве Акоста, набрав -277,96 баллов занял 29-е место, а в командном первенстве сборная Аргентины не смогла завершить выступление, поскольку двое из четырёх участников не завершили программу троеборья. На играх Акоста выступал на лошади Oligarca.
На летних Олимпийских играх 1972 года в Мюнхене Хосе Акоста также принял участие в троеборье. В личном троеборье аргентинец не смог закончить кросс и вынужден был завершить своё выступление на играх. В командном троеборье сборная Аргентины, как и 4 года назад, не смогла завершить турнир, поскольку 3 из 4-х конников, стартовавших на играх не завершили программу троеборья. На играх Акоста выступал на лошади Saxofón.